# Laura Ford

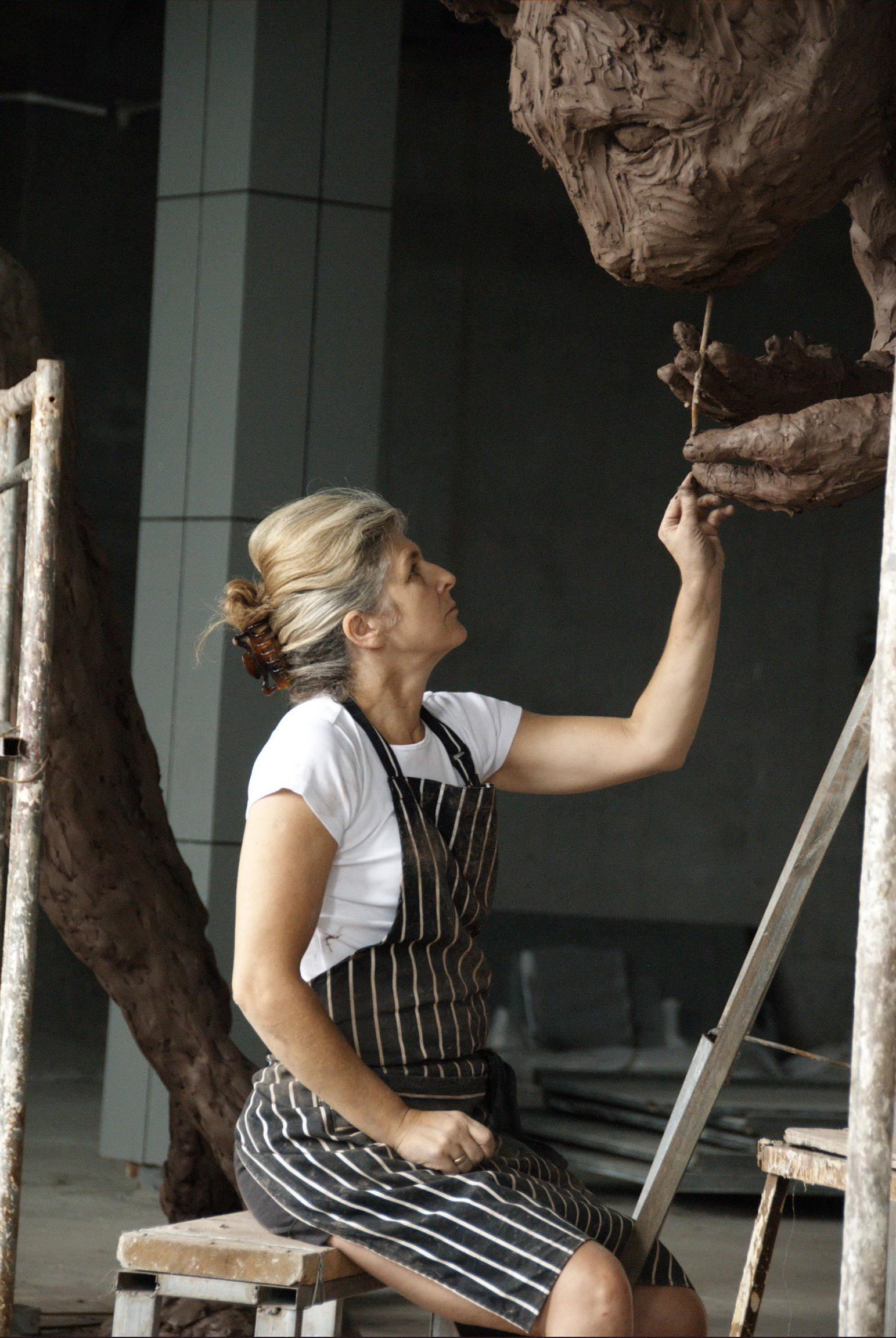
Laura Ford 2012

Laura Ford (* 1961 in Cardiff in Wales) ist eine britische Künstlerin und Bildhauerin.

## Leben
Ford wuchs in einer Schaustellerfamilie auf. Sie studierte von 1978 bis 1982 an der School of Art and Design in Bath und anschließend an der Cooper Union School of Art in New York City, wo sie den Bachelor-Abschluss machte. Den Master-Abschluss in Kunst machte sie 1983 an der Chelsea School of Art. Danach reiste sie mit ihrem Partner und Bildhauerkollegen Andrew Sabin durch Indien, wo sie Kunstkurse lehrten.

## Ausstellungen
Ford zeigte ihre Arbeiten in über 20 Einzel- und bisher (2011) über 45 Gruppenausstellungen. Ihre Werke sind in Sammlungen der Tate Gallery in London, bei Penguin Books und Prudential enthalten. Auch die Museen von Stoke-on-Trent, das Arts Council of Great Britain und das Staatliche Museum von Wales zeigen ihre Skulpturen. Ford repräsentierte Wales auf der 51. Biennale im Jahr 2005 in Venedig. In Bad Homburg vor der Höhe waren 2009 in der Ausstellung von Skulpturen renommierter internationaler Bildhauer Blickachsen 7 zu sehen. 2012 gab es eine Auswahl ihrer Skulpturen in der Galerie Scheffel in Bad Homburg zu sehen. Im Anschluss stellte das LWL-Industriemuseum ihre Exponate den Arbeiten von Magdalena Abakanowicz gegenüber. Diese Ausstellung schloss mit einer Performance von Claudius Reimann im Textilmuseum Bocholt. 2013 wurden einige ihrer Werke vor dem IG-Hochhaus der Goethe-Universität, Frankfurt am Main als Teil der Blickachsen 9 aufgestellt.

## Skulpturen (Auswahl)

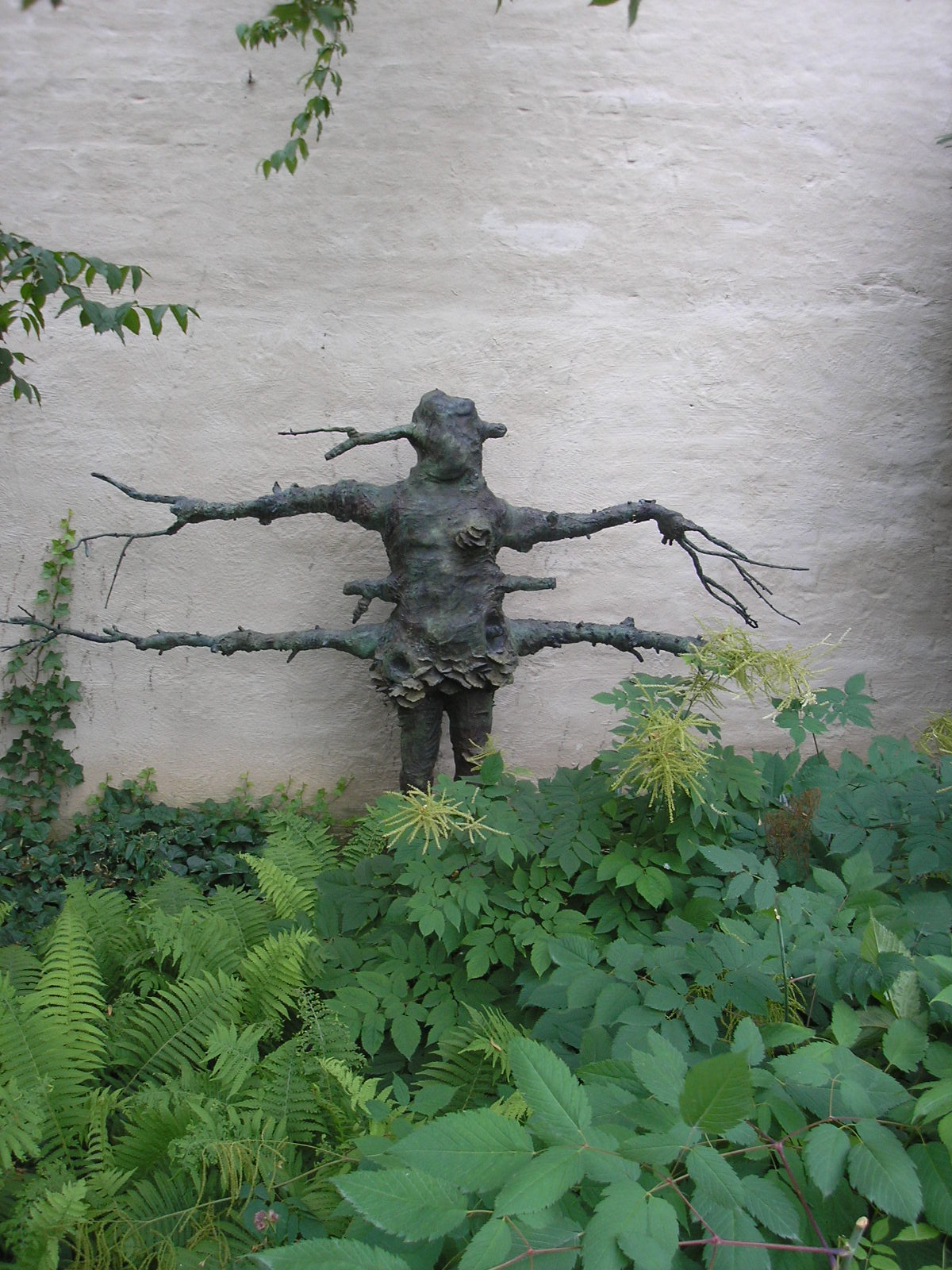
"Espaliered woman III"; Bronzeguss, BUGA 2011 Koblenz, Leihgabe der Galerie Scheffel
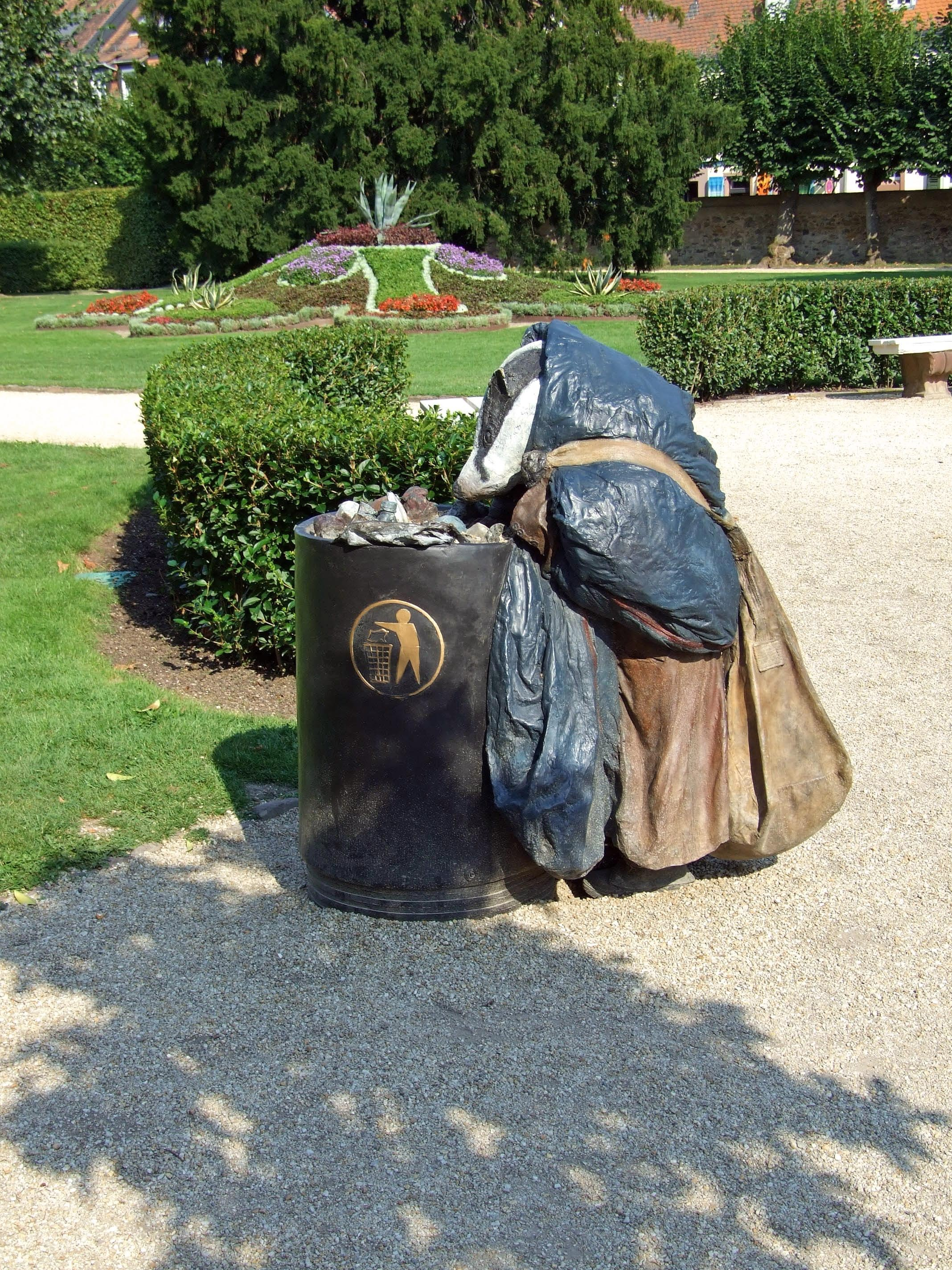
Lumpensammler mit Tonne
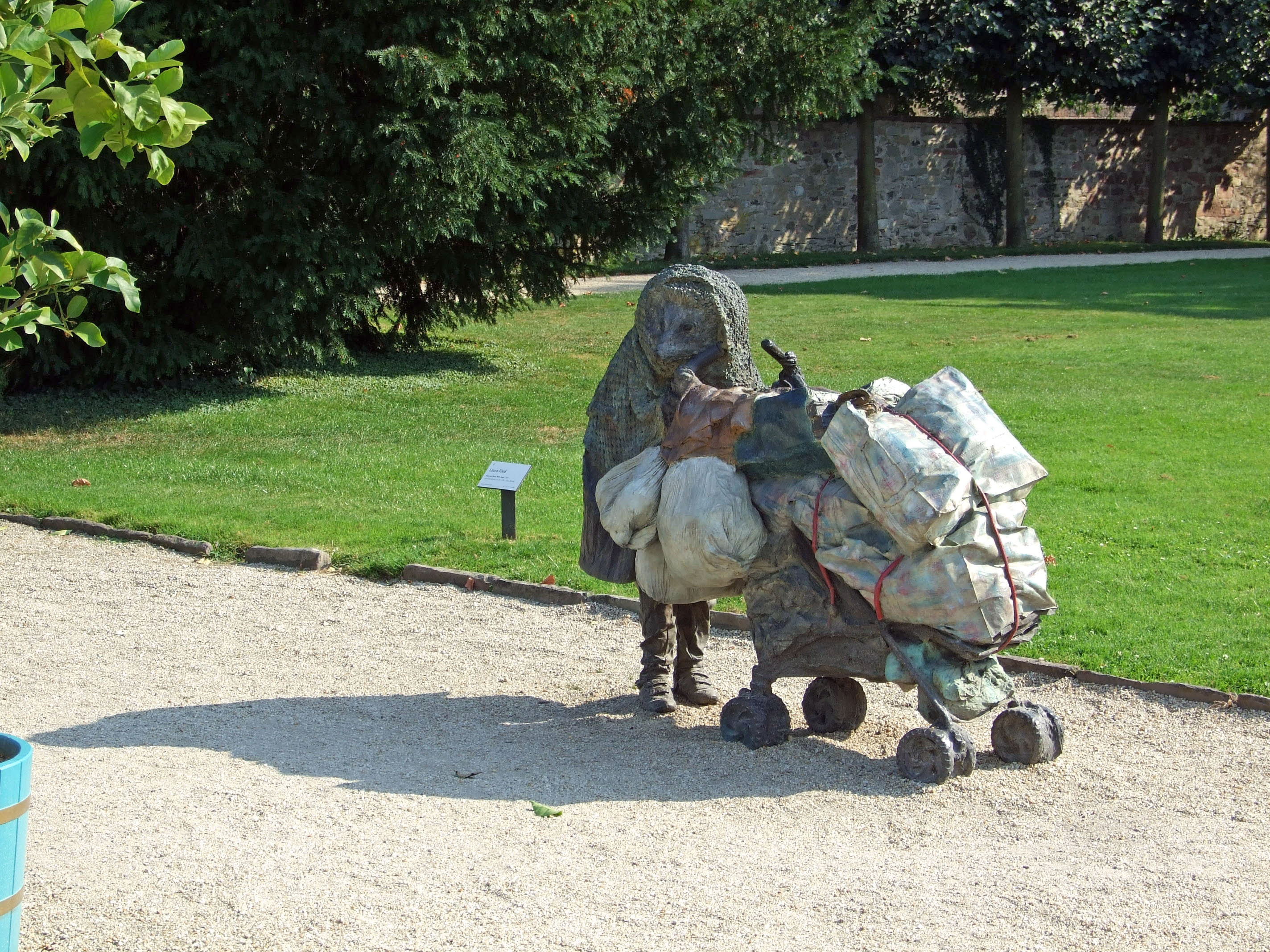
Lumpensammler mit Tasche
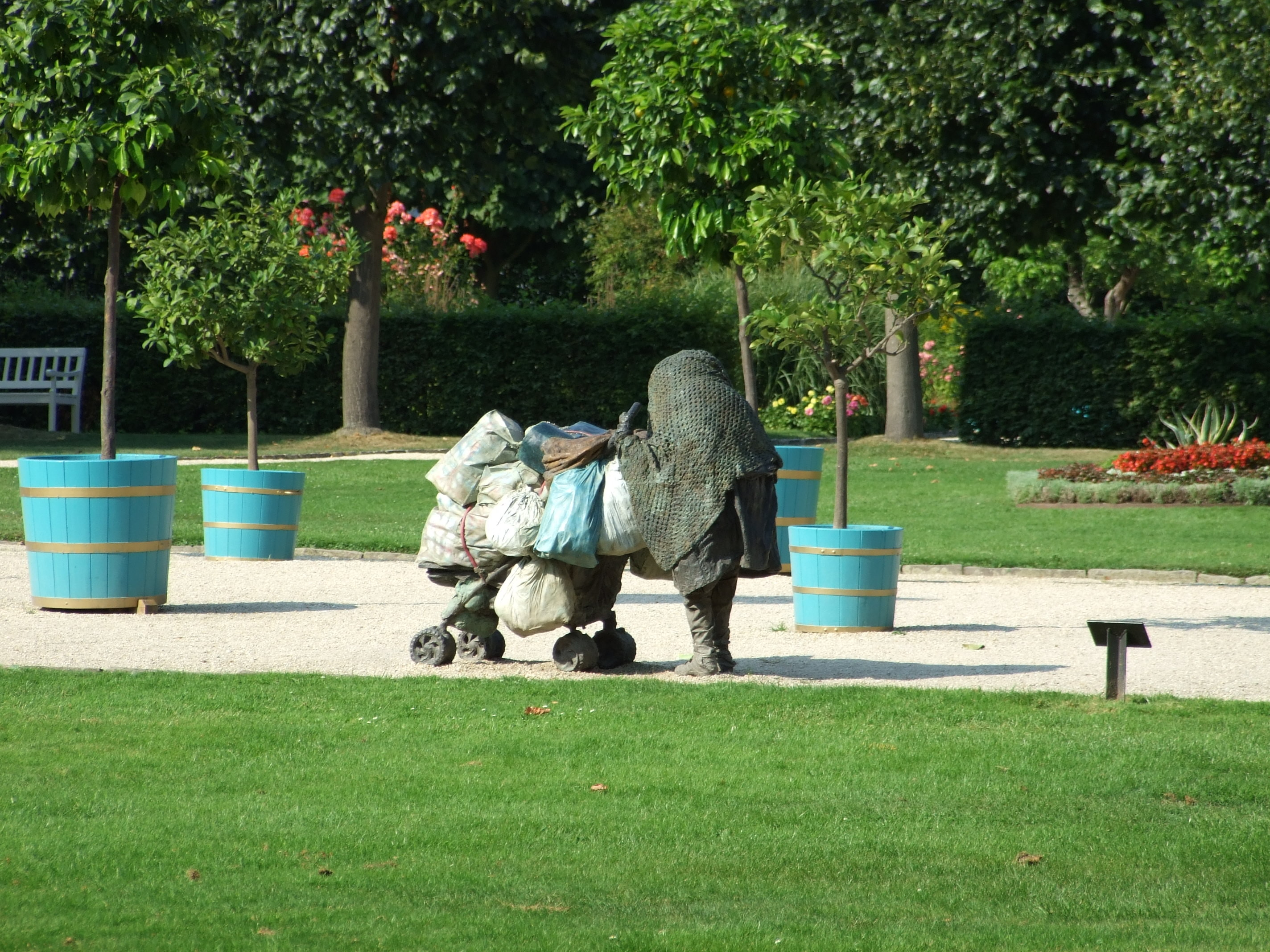
Lumpensammler
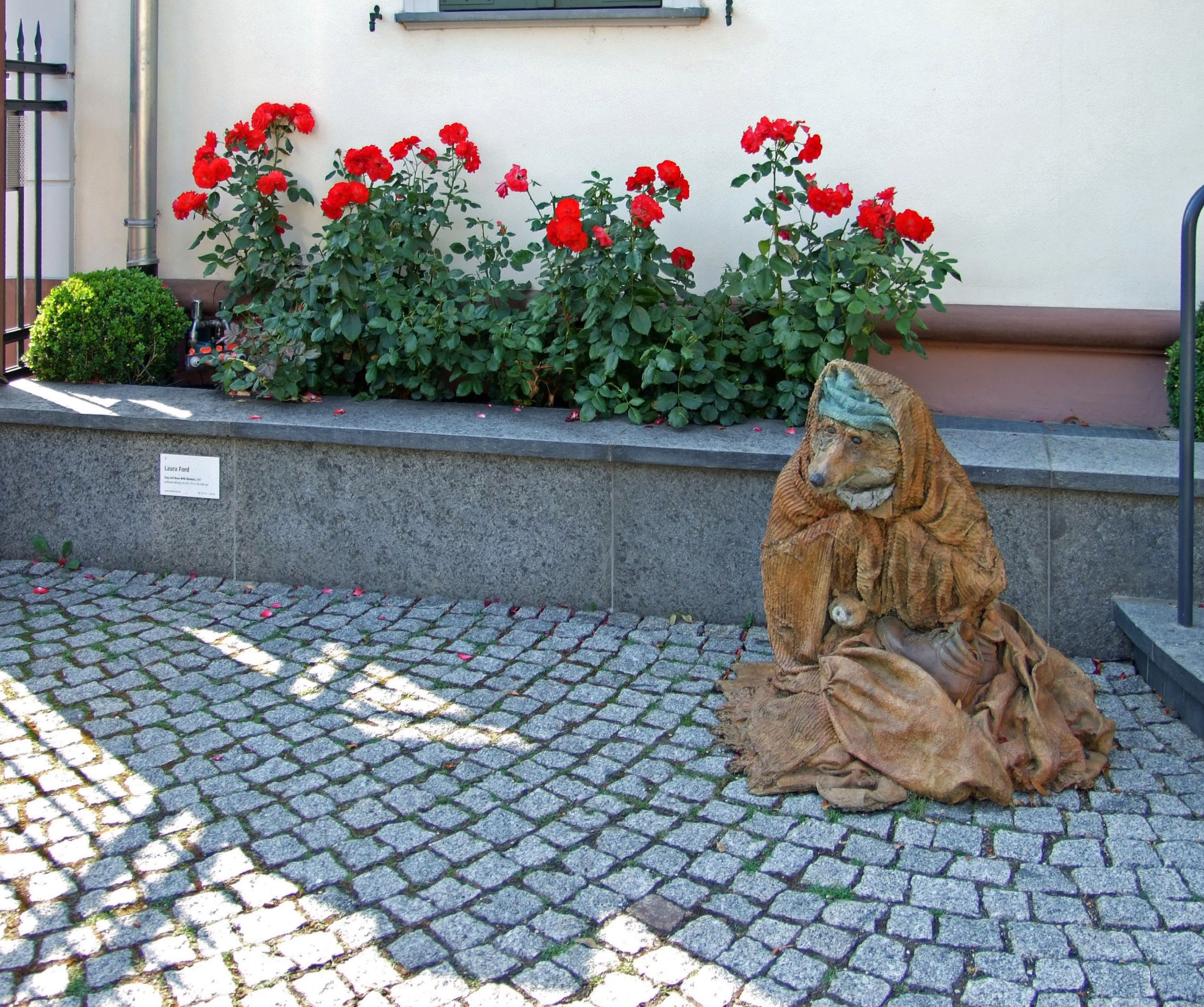
Lumpensammler mit Decke
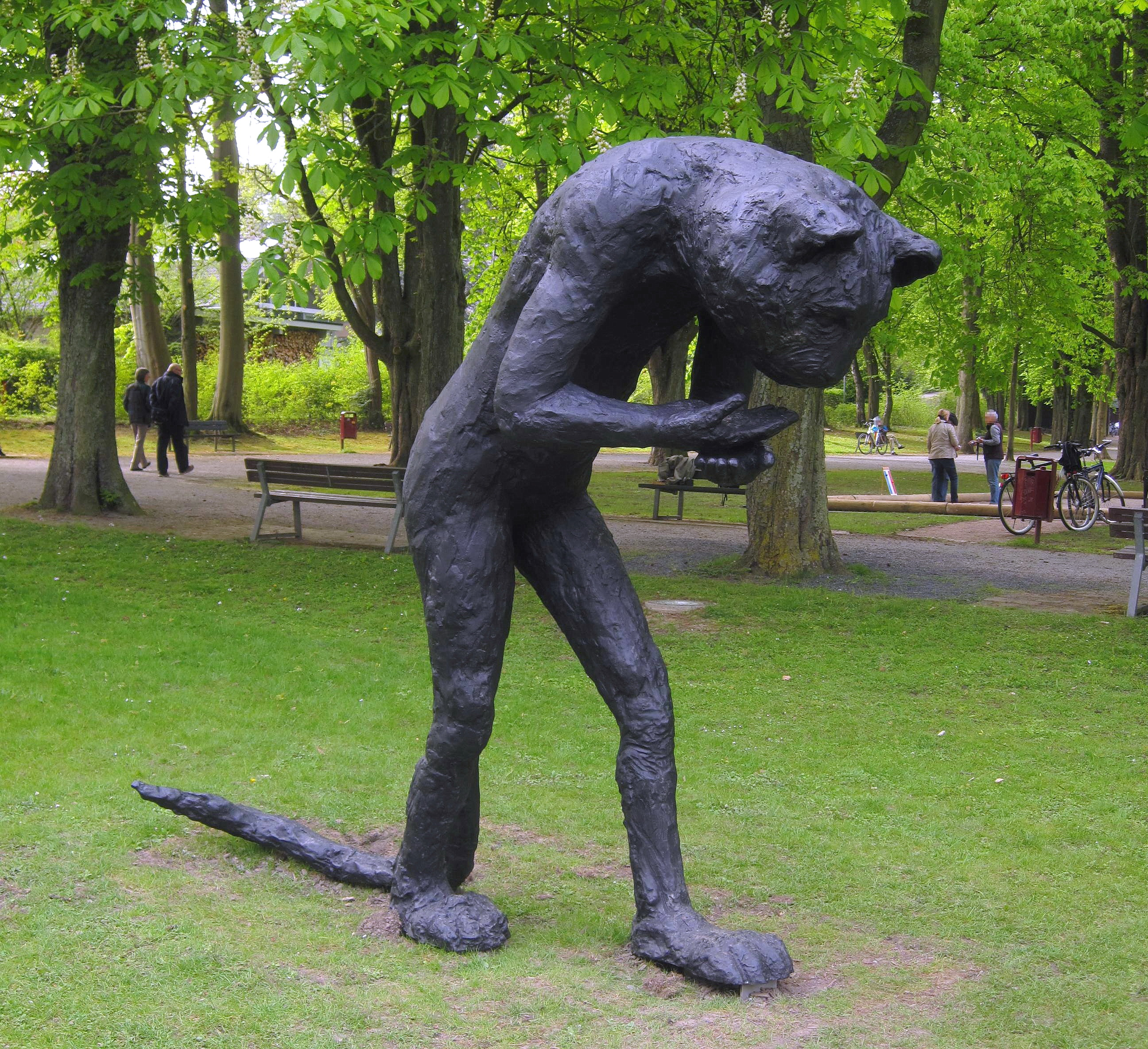
Emissary Cat (Die Abgesandte Katze) Bronze-Skulptur, 2013

## Preise
Im November 2016 wurde der Iserlohner Kunstpreis an die Künstlerin verliehen.